# Volo Dynamic Airways 405
Il 29 ottobre 2015, il volo Dynamic Airways 405, operato da un Boeing 767 tra Fort Lauderdale, in Florida, e Caracas, in Venezuela, subì un incendio durante il rullaggio verso la pista di decollo. Tutti i 101 passeggeri e l'equipaggio evacuarono l'aereo e sopravvissero, ma ventidue di loro rimasero feriti, uno in modo grave.

## L'aereo
Il velivolo coinvolto nell'incidente (c/n 23280) era un Boeing 767-269ER con registrazione N251MY. Il 131° Boeing 767 costruito, aveva volato per la prima volta il 30 gennaio 1986 ed era stato consegnato alla Kuwait Airways circa sette settimane dopo. Mentre era di proprietà di Kuwait Airways era stato noleggiato a EgyptAir, Qatar Airways e Polynesian Airlines.
Nel 1995, Kuwait Airways vendette la cellula a Birgenair, che la noleggiò successivamente ad Alas Nacionales e LAN Airlines. In seguito al fallimento di Birgenair, poco dopo l'incidente del volo Birgenair 301, Air Gabon acquisì l'aereo per due anni, fino alla sua acquisizione da parte di First Security Corporation (ora parte di Wells Fargo) nel 1999. L'aereo venne poi posto in storage per i cinque anni successivi, fuori servizio, fino a quando la Phoenix Aviation (poi AVE.com), con sede negli Emirati Arabi Uniti, acquisì la cellula da Wells Fargo nel 2004, noleggiandola a Kam Air all'inizio del 2004.
Il proprietario al momento dell'incidente, KMW Leasing di Salt Lake City, Utah (di proprietà del fondatore ed ex amministratore delegato di Extra Space Storage, che a sua volta è anche proprietario parziale di Dynamic Airways) aveva acquistato l'aereo da AVE.com nel giugno 2006 e lo aveva noleggiato a MAXjet e Sunny Airways, prima del suo collocamento presso Dynamic. Nonostante l'età di quasi 30 anni, al 6 ottobre 2015 la cellula aveva volato per sole 29 970 ore su 9 937 cicli di volo. Prima di essere noleggiato da Dynamic Airways, l'aeromobile era rimasto in storage per circa 29 mesi. La Dynamic ci aveva registrato solo 240 ore nelle sei settimane precedenti l'incendio di Fort Lauderdale.

## L'incidente
Il volo 2D405 prese fuoco durante il rullaggio per la partenza all'aeroporto Internazionale di Fort Lauderdale-Hollywood. Secondo i piloti di un aereo che seguiva il volo 405, il Boeing stava perdendo carburante. Tutti i passeggeri e l'equipaggio evacuarono l'aereo. 22 furono portati in un ospedale locale per essere curati per le ferite riportate. Uno di loro riportò gravi ferite per essere passato dietro a un motore ancora in funzione ed essere stato scagliato violentemente al suolo. Altre 21 persone vennero ricoverate in ospedale per abrasioni, ansia e lievi lesioni dovute alle cinture di sicurezza. Le due piste dell'aeroporto vennero chiuse. La pista sud fu riaperta intorno alle 15:20.

## Le indagini
Il National Transportation Safety Board (NTSB) avviò un'indagine. Il 3 novembre 2015 pubblicò un aggiornamento dell'indagine in corso, in cui si affermava che il gruppo di accoppiamento della linea di alimentazione principale del carburante si era scollegato nel montante ala-motore e dietro il motore sinistro. L'esame del motore sinistro non aveva rivelato alcuna evidenza di un guasto distruttivo al motore. Inoltre, la porzione inferiore interna dell'ala sinistra, la cappottatura del motore sinistro e la sezione centrale della fusoliera sinistra avevano subito solamente danni termici. L'incendio non era penetrato nella fusoliera. Il rapporto condannava alcuni passeggeri per aver preso i loro bagagli.
Il rapporto finale sull'incidente è stato pubblicato il 1º giugno 2020. Il rapporto concludeva che il guasto del gruppo di accoppiamento della linea principale del carburante era dovuto "alla mancata installazione da parte del personale di manutenzione del filo di sicurezza richiesto". L'NTSB criticava l'equipaggio di volo per aver avviato l'evacuazione di emergenza mentre il motore destro era ancora in funzione.